# إريك دونز
إريك دونز (بالنرويجية البوكمول: Erik Dons)‏ هو دبلوماسي نرويجي، ولد في 2 أبريل 1915، وتوفي في 29 يناير 2002.